# Igor Vrablic
Igor Vrablic (* 19. července 1965 Bratislava) je bývalý kanadský fotbalový útočník slovenského původu.
Bratislavský rodák žil od dětství v Kanadě. Vyrůstal ve městě Waterloo a začínal s fotbalem v klubu Kitchener Beograd. Hrál North American Soccer League za San Jose Earthquakes, pak působil v belgickém klubu RFC Seraing a v řeckém Olympiakosu Pireus. Po návratu do zámoří hrál za Toronto Blizzard a North York Atletico Argentina Soccer Club.
Za kanadskou fotbalovou reprezentaci odehrál 35 zápasů a vstřelil 12 branek. Byl členem týmu, který postoupil do čtvrtfinále fotbalového turnaje na Letních olympijských hrách 1984 (skóroval ve vítězném utkání proti Kamerunu). Vstřelil rozhodující branku utkání kvalifikace na MS 1986 proti Hondurasu, které Kanada vyhrála a poprvé v historii postoupila na světový šampionát. Na mistrovství světa odehrál dvě utkání.
Byl jedním z aktérů skandálu s ovlivňováním výsledků na turnaji Merlion Cup v Singapuru v roce 1986, v jehož důsledku byl vyřazen z reprezentace.